# Liste der politischen Parteien in Kroatien
Dieser Artikel listet Politische Parteien in Kroatien auf.
Kroatien hat ein Mehrparteiensystem mit zahlreichen Parteien. Für eine einzelne Partei besteht selten die Möglichkeit, alleine zu regieren, weshalb in der Regel aus mehreren Parteien eine Koalitionsregierung gebildet wird.

## Parteien
Die folgenden Parteien und Wählervereinigungen sind aufgrund eigener Wahlvorschläge (spätestens seit der letzten Wahl) im kroatischen Parlament Sabor oder im Europäischen Parlament vertreten:
| Partei/Wählervereinigung                       | Kürzel      | Sitze im Sabor | Sitze im Europaparlament |
| ---------------------------------------------- | ----------- | -------------- | ------------------------ |
| Socijaldemokratska partija Hrvatske            | SDP         | 37             | 4                        |
| Hrvatska demokratska zajednica                 | HDZ         | 55             | 4                        |
| Hrvatska narodna stranka – Liberalni demokrati | HNS         | 1              | –                        |
| Hrvatska stranka umirovljenika                 | HSU         | 1              | –                        |
| Samostalna demokratska srpska stranka          | SDSS        | 3              | –                        |
| Istarski demokratski sabor                     | IDS         | 2              | –                        |
| Hrvatska seljačka stranka                      | HSS         | 1              | –                        |
| Možemo!                                        | Možemo!     | 10             | 1                        |
| Domovinski pokret                              | Domovinski  | 7              | –                        |
| Most nezavisnih lista                          | Most        | 7              | –                        |
| Hrvatski suverenisti                           | Suverenisti | 1              | –                        |
| Hrvatska socijalno-liberalna stranka           | HSLS        | 2              | –                        |
| Centar                                         | Centar      | 2              | –                        |
| Građansko-liberalni savez                      | GLAS        | 1              | –                        |
| Hrvatska demokršćanska stranka                 | HDS         | 1              | –                        |
| Stranka s Imenom i Prezimenom                  | SsIP        | 1              | –                        |
| Dom i nacionalno okupljanje                    | DOMiNO      | 3              | 1                        |
| Nezavisna Platforma Sjevera                    | NPS         | 1              | –                        |
| Stranka Nezavisni                              | Nezavisni   | 1              | –                        |
| Parteilose                                     |             | 12             | 1                        |

### Parteien, die in der Vergangenheit im Sabor vertreten waren
- Bündnis von Primorje-Gorski Kotar (Primorsko goranski savez)
- Kroatische Christlich Demokratische Union (Hrvatska kršćanska demokratska unija)
- Kroatische Demokratische Bauernpartei (Hrvatska demokratska seljačka stranka)
- Kroatische Unabhängige Demokraten (Hrvatski nezavisni demokrati)
- Kroatische Sozial-Liberale Partei (Hrvatska socijalno liberalna stranka)
- Dalmatinische Aktion (Dalmatinska akcija)
- Demokratischer Zentrum (Demokratski centar)
- Serbische Demokratische Partei (Srpska demokratska stranka)
- Serbische Volkspartei (Srpska narodna stranka)
- Slawonisch-Branauische Kroatische Partei (Slavonsko-baranjska hrvatska stranka)
- Aktion der Sozialdemokraten Kroatiens (Akcija socijaldemokrata Hrvatske)
- Kroatische Partei des Rechts (Hrvatska stranka prava)
- Hrvatski demokratski sabor Slavonije i Baranje
- Hrvatski laburisti – Stranka rada
- Hrvatska građanska stranka
- Hrvatska stranka prava dr. Ante Starčević
- Braniteljsko domoljubna stranka Hrvatske
- Nachhaltige Entwicklung Kroatiens
- Neue Linke (Nova Ljevica)
- Arbeiterfront (Radnička Fronta)
- Ključ Hrvatske
- Fokus
- Damir Bajs Nezavisna Lista
- Blok za Hrvatsku

### Weitere Parteien
- Aktion für ein besseres Kroatien
- Demokratische Allianz der Serben Demokratski Savez Srba
- Hrast – Pokret za uspješnu Hrvatsku (Pokret)
- Hrvatska konzervativna stranka (HKS)
- Kroatische Freiheitpartei / Liberaler Wandel
- Bündnis für Veränderungen
- Kroatische Christdemokratische Partei
- Nur Kroatien - Bewegung für Kroatien
- Volt Hrvatska

## Politische Vereine von Bürgern und Koalitionen
- Bündnis für Kroatien
- Nur Kroatien
- Hrvatska raste – Kukuriku-Koalition